# Glandirana rugosa
La granota rugosa japonesa, que té com nom científic Glandirana rugosa (Temminck & Schlegel, 1838) és una espècie endèmica del Japó que pertany a la família Ranidae.

## Distribució geogràfica
L'espècie es distribueix pel Japó (nord, centre i sud de l'illa de Honshu, així com a les illes Shikoku, Kyushu, Sado, Oki, Goto, Yakushima, Tsushima i Tanegashima), pel nord i sud-oest de Corea i pel nord-est de la Xina (províncies de Liaoning, Jilin i Heilongjiang). També va ser introduïda a Hawaii al final del segle xix.

## Descripció
La coloració dorsal de Glandirana rugosa és predominantment d'un marró fangós amb moltes crestes curtes que sobresurten del seu dors. La coloració ventral és d'un groc pàl·lid o groc grisenc. La grandària dels mascles varia dels 30 als 47 mm i la de les femelles dels 45 fins als 60 mm. La maduresa sexual s'assoleix entre 1 i 2 anys després de la metamorfosi en els mascles i 2 o 3 anys després en el cas de les femelles, amb variacions de com a màxim un any després de la metamorfosi. Els mascles poden viure fins a quatre anys i les femelles cinc anys després de la metamorfosi.
Els capgrossos nounats mesuren uns 8 mm de longitud total i aconseguiran els 38-80 mm abans de la metamorfosi.
S'alimenta principalment d'una àmplia varietat d'insectes, però també se sap que consumeix aràcnids, crustacis, quilòpodes, diplòpodes, mol·luscs, oligoquets i, ocasionalment, petites granotes.

## Hàbitat
Al Japó, Glandirana rugosa es distribueix principalment en àrees de terres baixes amb una àmplia preferència d'hàbitats. Es pot trobar en arrossars, aqüeductes, reservoris d'aigua, estanys (naturals i artificials) i al llarg de petits rierols de flux ràpid.
A Hawaii, es troben tant en hàbitats lèntics com lótics. Es troben majoritàriament a elevacions baixes, principalment en estanys i en elevacions mitjanes, en rierols clars. Sobretot prefereixen els rierols d'aigües tranquil·les o els estanys pròxims.
La hibernació té lloc sota l'aigua en les granotes adultes, mentre que els capgrossos hibernen en el fang del fons dels cossos d'aigua.

## Invasió d'hàbitat
A la província del nord d'Hokkaido (Japó), l'espècie es va introduir accidentalment a través de la producció aqüícola de carpes l'any 1985. S'ha informat que és anterior als insectes terrestres de Hokkaido, on podria representar una amenaça per a les xarxes tròfiques i competir amb espècies de granotes autòctones.
Fora del Japó, s'ha establert a Hawaii, on es va introduir a la dècada de 1890 com a control de plagues per als insectes introduïts, i podria tenir un impacte en el caragol de Newcomb (Erinna newcombi), amenaçat i endèmic, a l'illa de Kauai.

## Determinació del sexe
La determinació del sexe de les granotes és complicada. En algunes espècies, els mascles tenen dos cromosomes sexuals diferents (un sistema de cromosomes sexuals XX-XY, com els mamífers), mentre que les femelles d'altres espècies tenen dos cromosomes sexuals diferents (un sistema de cromosomes sexuals ZZ-ZW, com els ocells). El fet que una espècie tingui un sistema XX-XY o ZZ-ZW ha canviat desenes de vegades al llarg de l'evolució de les granotes.
La granota rugosa japonesa (Glandirana rugosa) és un testimoni evolutiu de la notable complexitat de la determinació del sexe de les granotes. Algunes poblacions tenen un sistema de cromosomes sexuals XX-XY, i d'altres tenen un sistema ZZ-ZW. Al centre del Japó hi ha poblacions adjacents de granotes rugoses amb diferents sistemes de cromosomes sexuals. Recentment, es va descobrir una zona híbrida on es troben aquestes dues poblacions. Van trobar un sistema ZZ-ZW però també un sistema de cromosomes sexuals híbrids (Neo-ZW). Pel que fa a aquesta població híbrida, el cromosoma Z deriva, per una banda, del cromosoma Z de la població antiga ZZ-ZW i, per l'altra banda, del cromosoma Y de la població XX-XY. En canvi, el cromosoma W de la població híbrida deriva sorprenentment del cromosoma X de la població XX-XY.

## Comentaris
Glandirana rugosa, de vegades ha estat considerada com a una sola espècie juntament amb Glandirana emeljanovi, la qual es troba en l'est asiàtic continental. Les dues espècies es distingeixen d'altres per la seva pell aspra i desigual.